# 1960 en Saskatchewan
Chronologie de la Saskatchewan
- 1956
- 1957
- 1958
- 1959
- 1960
- 1961
- 1962
- 1963
- 1964

Cette page concerne des événements d'actualité qui se sont produits durant l'année 1960 dans la province canadienne de la Saskatchewan.

## Politique
- Premier ministre : Tommy Douglas
- Chef de l'Opposition :
- Lieutenant-gouverneur : Frank Lindsay Bastedo
- Législature :

## Événements
- 8 juin : élection générale saskatchewanaise.

## Naissances
- 6 juin : Lawrence Joseph « Laurie » Boschman (né à Major) est un joueur professionnel retraité de hockey sur glace ayant évolué durant quatorze saisons dans la Ligue nationale de hockey.

- 11 juillet : Lynn Kanuka-Williams (née à Saskatoon) est une athlète canadienne spécialiste du demi-fond.

- 19 juillet : Jan Betker, née à Regina, est une joueuse canadienne de curling notamment championne olympique en 1998.